# Hội đồng Bộ trưởng Cuba
Hội đồng Bộ trưởng Cuba (Tây Ban Nha: Consejo de Ministros de Cuba), còn được gọi chỉ đơn giản là Chính phủ Cuba, là cơ quan quản lý hành chính cao nhất của nước Cộng hòa Cuba và tạo nên chính phủ quốc gia. Hội đồng Bộ trưởng bao gồm Chủ tịch, Phó Chủ tịch thứ nhất và các Phó Chủ tịch Hội đồng Nhà nước, Thư ký Ủy ban Điều hành, Thủ trưởng các bộ ngành và các thành viên khác.
Ủy ban điều hành là một hội đồng nhỏ hơn bao gồm Chủ tịch, Phó Chủ tịch Hội đồng Nhà nước, Thư ký và các vị bộ trưởng được lựa chọn bởi Chủ tịch nước. Hội đồng Bộ trưởng chịu trách nhiệm về việc thi hành các hiệp định chính sách phải được phép của Quốc hội Chính quyền Nhân dân Cuba. Đây là những thiết chế cho cá nhân các bộ. Hội đồng cũng đề xuất kế hoạch tổng thể phát triển kinh tế và xã hội lần lượt được Quốc hội thông qua hai lần mỗi năm.
Hội đồng Bộ trưởng cũng chỉ đạo chính sách ngoại giao của Cuba và quan hệ với các chính phủ khác; phê duyệt các hiệp ước quốc tế trước khi chuyển chúng qua Hội đồng Nhà nước phê duyệt; chỉ đạo và giám sát thương mại nước ngoài và ngân sách nhà nước. Hội đồng Bộ trưởng có thẩm quyền thi hành các luật lệ của Quốc hội và được thông qua bởi Hội đồng Nhà nước.

## Lịch sử
Theo Hiến pháp Cuba năm 1940, Hội đồng đã được thành lập, cùng với Thủ tướng Chính phủ, Tổng thống Cộng hòa, người chủ trì các phiên họp Chính phủ. Các nghị quyết được thông qua bằng đa số đơn giản.
Với chiến thắng của cuộc cách mạng Cuba năm 1959 và Luật cơ bản đầy đủ quyền lập pháp được ban hành, và việc bổ nhiệm của Chủ tịch nước Cộng hòa. Chính phủ được gọi là Chính phủ Cách mạng được thành lập bởi Thủ tướng, người chỉ đạo chính sách quốc gia và các Bộ trưởng. Chủ tịch các Ủy ban chính phủ, ngân hàng quốc gia, viện nghiên cứu và các cơ quan khác không thuộc Chính phủ, mặc dù đó là các cơ quan ngang Bộ. Đến năm 1972, các chức vụ Phó Thủ tướng thứ nhất và các Phó Thủ tướng đã được tạo ra, có chức năng lớn.
Hiến pháp năm 2019 khôi phục lại chức danh Chủ tịch nước Cộng hòa và Thủ tướng Chính phủ Cuba.

## Hội đồng Bộ trưởng theo Hiến pháp 2019
Hội đồng Bộ trưởng là cơ quan hành pháp và hành chính cao nhất và hợp thành Chính phủ nước Cộng hòa. Hội đồng được tạo thành từ Thủ tướng Chính phủ, Phó Thủ tướng, Bộ trưởng, Thư ký và các thành viên khác do luật định.

### Tổ chức
Hội đồng được tạo thành từ Thủ tướng Chính phủ, Phó Thủ tướng, Bộ trưởng, Thư ký và các thành viên khác do luật định.
Thủ tướng, các Phó Thủ tướng, Thư ký và các thành viên khác của Hội đồng Bộ trưởng do Chủ tịch nước Cộng hòa quyết định, thành lập Ủy ban điều hành Hội đồng.
Ủy ban điều hành có thể quyết định các vấn đề do Hội đồng Bộ trưởng phụ trách, trong thời gian giữa kỳ họp của Hội đồng Bộ trưởng .
Hội đồng Bộ trưởng chịu trách nhiệm và báo cáo định kỳ về hoạt động của mình trước Quốc hội Chính quyền Nhân dân.

### Quyền hạn và nhiệm vụ
Theo Hiến pháp 2019, Hội đồng Bộ trưởng có quyền hạn và nhiệm vụ sau:
- Tuân thủ và đảm bảo tuân thủ Hiến pháp và pháp luật;
- Tổ chức và chỉ đạo thực hiện các hoạt động chính trị, kinh tế, văn hóa, khoa học, xã hội và quốc phòng theo sự đồng ý của Quốc hội Chính quyền Nhân dân;
- Đề xuất các mục tiêu, mục tiêu tổng quát để lập kế hoạch ngắn hạn, trung hạn và dài hạn trên cơ sở phát triển kinh tế, xã hội của Nhà nước đã được Quốc hội thông qua, tổ chức, chỉ đạo và điều hành thực hiện;
- Phê chuẩn và đệ trình các điều ước quốc tế để Hội đồng Nhà nước phê chuẩn;
- Chỉ đạo và kiểm soát hoạt động ngoại thương và đầu tư nước ngoài;
- Chuẩn bị dự thảo Ngân sách Nhà nước và sau khi được Quốc hội Chính quyền Nhân dân thông qua, đảm bảo việc thực hiện dự thảo đó;
- Thực hiện và yêu cầu tuân thủ các mục tiêu đã được phê chuẩn để củng cố hệ thống tiền tệ, tài chính và tài khóa;
- Chuẩn bị các dự thảo lập pháp và trình Quốc hội Chính quyền Nhân dân hoặc Hội đồng Nhà nước xem xét, nếu thích hợp;
- Bảo vệ quốc gia, duy trì an ninh và trật tự nội bộ, bảo vệ các quyền của công dân, cũng như bảo vệ tính mạng và tài sản trong trường hợp có thiên tai;
- Chỉ đạo hành chính Nhà nước, thống nhất, phối hợp và giám sát hoạt động của các cơ quan quản lý nhà nước ở trung ương, các cơ quan quốc gia và chính quyền địa phương;
- Đánh giá và thông qua các quyết định về các báo cáo trách nhiệm do các thống đốc cấp tỉnh đệ trình;
- Thành lập, sửa đổi hoặc loại bỏ các thực thể trực thuộc hoặc trực thuộc Hội đồng Bộ trưởng và các cơ quan của Cơ quan Hành chính Nhà nước Trung ương, nếu thích hợp;
- Hướng dẫn và kiểm soát việc quản lý của các thống đốc tỉnh;
- Phê chuẩn hoặc cho phép các phương thức đầu tư nước ngoài tương ứng;
- Thực hiện các luật và nghị quyết của Quốc hội, cũng như các pháp lệnh và nghị quyết của Hội đồng Nhà nước, các lệnh của Chủ tịch nước và, nếu cần, quy định những gì tương ứng;
- Ban hành các nghị định và thỏa thuận dựa trên và tuân thủ các luật hiện hành và kiểm soát việc thực thi chúng;
- Kiến nghị với Hội đồng Nhà nước việc đình chỉ các thỏa thuận của Hội đồng nhân dân địa phương trái với pháp luật và các quy định khác có hiệu lực hoặc ảnh hưởng đến lợi ích của các cộng đồng khác hoặc lợi ích chung của đất nước;
- Đình chỉ các thỏa thuận và các quy định khác của hội đồng tỉnh và hội đồng hành chính thành phố không phù hợp với Hiến pháp, luật, nghị quyết, lệnh của Chủ tịch nước, nghị định và các quy định khác của cơ quan cấp trên, hoặc khi chúng ảnh hưởng đến lợi ích của các địa phương khác hoặc lợi ích chung của đất nước, báo cáo với Hội đồng Nhà nước hoặc Hội đồng nhân dân thành phố, cho các mục đích tiến hành khi thích hợp;
- Thu hồi toàn bộ hoặc một phần các điều khoản do thống đốc tỉnh ban hành trái với Hiến pháp, luật, nghị quyết, lệnh của Chủ tịch nước, pháp lệnh và các quy định khác của cơ quan có thẩm quyền hoặc những quy định ảnh hưởng đến lợi ích của địa phương khác hoặc của tướng của đất nước;
- Thu hồi toàn bộ hoặc một phần việc bố trí người đứng đầu cơ quan quản lý nhà nước ở Trung ương trái với tiêu chuẩn cấp trên bắt buộc phải thực hiện;
- Thành lập các Ủy ban mà nó cho là cần thiết để tạo điều kiện thuận lợi cho việc hoàn thành các nhiệm vụ được giao;
- Bổ nhiệm hoặc miễn nhiệm các nhà quản lý và viên chức phù hợp với quyền hạn được luật định;
- Trình các nghị định của mình lên Quốc hội Chính quyền Nhân dân hoặc Hội đồng Nhà nước thông qua;
- Các quyền khác do Hiến pháp, pháp luật quy định hoặc do Quốc hội Chính quyền Nhân dân hoặc Hội đồng nhà nước giao.

Hội đồng Bộ trưởng có nhiệm kỳ cho đến khi có chính phủ mới được cơ quan lập pháp chỉ định.

### Thành viên
Các thành viên của Hội đồng Bộ trưởng được trao các quyền sau:
- Đại diện cho Hội đồng Bộ trưởng hoặc Thủ tướng Chính phủ trong những trường hợp cần thiết;
- Tuân thủ các thỏa thuận và nghị định khác của Hội đồng Bộ trưởng và Ủy ban chấp hành tương ứng của nó và báo cáo Thủ tướng Chính phủ về việc tuân thủ;
- Hoàn thành nhiệm vụ Thủ tướng Chính phủ giao và thực hiện các nhiệm vụ được giao trong từng trường hợp;
- Quản lý các vấn đề và kế hoạch thuộc Bộ hoặc các tổ chức dưới sự giám sát của Bộ, ban hành các nghị quyết, nghị định cần thiết;
- Ban hành, trong trường hợp không phải là chức năng của cơ quan nhà nước khác, các quy định cần thiết để thi hành và áp dụng luật, nghị định có hiệu lực của luật và các quy định khác liên quan đến họ;
- Tham dự các phiên họp của Hội đồng Bộ trưởng với đầy đủ quyền biểu quyết và trình bày các dự thảo luật, nghị định với hiệu lực của luật, nghị định, nghị quyết, hiệp định hoặc bất kỳ đề xuất nào khác được cho là phù hợp;
- Chỉ định hoặc thay thế nhiệm vụ và chức năng với quyền hạn được cấp cho họ theo luật, và
- Bất kỳ nhiệm vụ nào khác do Hiến pháp và luật giao cho họ.

Trong các phiên họp của Hội đồng Bộ trưởng, Tổng thư ký Trung tâm những người lao động Cuba (CTC) có quyền tham dự.
Hội đồng Bộ trưởng có tính chất tập thể và các quyết định của nó được thông qua theo đa số phiếu từ thành viên Hội đồng.

### Luật số 134/2020
Luật số 134/2020 (Ley No.134/2020) quy định tổ chức và hoạt động Hội đồng Bộ trưởng được ban hành ngày 23/12/2020 thay thế cho Luật 272 năm 2010 của Hội đồng Nhà nước và Nghị định 6886 năm 2010 của Hội đồng Bộ trưởng.
Luật này quy định tổ chức và hoạt động của Hội đồng Bộ trưởng và Ủy ban điều hành của Hội đồng, cũng như những vấn đề liên quan đến Thủ tướng Chính phủ, các Phó Thủ tướng Chính phủ, Thư ký và các thành viên khác trong Hội đồng.
Tổ chức và hoạt động của Hội đồng bộ trưởng được điều chỉnh bởi các quy định của Hiến pháp, Luật này, các luật khác và các văn bản nghị định cũng như các quy định do cơ quan có thẩm quyền ban hành nhằm mục đích đó.

## Hội đồng Bộ trưởng theo Hiến pháp 1976
Hội đồng Bộ trưởng là cơ quan quản lý và điều hành cấp cao nhất và là chính phủ của nước Cộng hòa. Số lượng, tên gọi và chức năng của các Bộ, cơ quan Trung ương thuộc Hội đồng Bộ trưởng thành lập được xác định theo luật.

### Tổ chức
Hội đồng Bộ trưởng bao gồm người đứng đầu nhà nước và chính phủ, với tư cách là chủ tịch Hội đồng, Phó chủ tịch thứ nhất, các Phó chủ tịch, các bộ trưởng, thư ký và các thành viên khác mà luật pháp quyết định.
Chủ tịch, phó chủ tịch thứ nhất, phó chủ tịch và các thành viên khác của Hội đồng Bộ trưởng, do Chủ tịch Hội đồng quyết định, thành lập Ủy ban điều hành. Trong thời gian giữa các cuộc họp của Hội đồng Bộ trưởng, Ủy ban điều hành có thể quyết định những vấn đề thuộc thẩm quyền của Hội đồng Bộ trưởng.

### Quyền hạn và nhiệm vụ
Hội đồng Chính phủ có quyền hạn sau:
- Tổ chức và thực hiện các hoạt động chính trị, kinh tế, văn hoá, khoa học, xã hội và quốc phòng bởi Quốc hội Chính quyền Nhân dân;
- Đề xuất dự thảo kế hoạch phát triển kinh tế - xã hội của Nhà nước và sau khi được Quốc hội thông qua, tổ chức, chỉ đạo và giám sát việc thực hiện;
- Thực hiện chính sách đối ngoại của Cộng hoà và các mối quan hệ với các chính phủ quốc gia khác;
- Phê duyệt hiệp ước quốc tế và trình Hội đồng Nhà nước phê chuẩn;
- Chỉ đạo và kiểm soát ngoại thương;
- Xây dựng dự thảo ngân sách nhà nước và sau khi được Quốc hội xem xét để thực hiện;
- Thông qua các biện pháp nhằm tăng cường hệ thống tiền tệ và tín dụng;
- Xây dựng dự án luật và trình cấp có thẩm quyền xem xét của Quốc hội hoặc Hội đồng Nhà nước;
- Xem xét quốc phòng, giữ gìn trật tự, an ninh ở trong nước, bảo vệ quyền của công dân và bảo vệ tính mạng, tài sản trong trường hợp thiên tai;
- Quản lý nhà nước, thống nhất, điều phối, giám sát hoạt động của cơ quan Trung ương và chính quyền địa phương;
- Thực hiện pháp luật, nghị quyết của Quốc hội Chính quyền nhân dân và nghị định, pháp luật và các quy định của Hội đồng Nhà nước và, nếu cần thiết, ban hành các quy định tương ứng;
- Ban hành các nghị định và các quy định trên cơ sở và phù hợp với các luật hiện hành và giám sát việc thực hiện;
- Huỷ bỏ quyết định của các cơ quan trực thuộc Hội đồng nhân dân tỉnh, thành phố trực thuộc Trung ương, được thông qua theo thẩm quyền do cơ quan quản lý nhà nước trung ương uỷ quyền, trái với hướng dẫn của cấp trên và việc thực hiện là bắt buộc;
- Đề xuất với Hội đồng Quyền lực Nhân dân tỉnh và thành phố về việc thu hồi các quy định đã được thông qua trong các hoạt động cụ thể của chính quyền tỉnh, thành phố trực thuộc họ khi các điều này trái với chỉ thị đã được các cơ quan quản lý nhà nước trung ương chức năng của họ;
- Bãi bỏ những quy định của người đứng đầu cơ quan quản lý nhà nước trung ương nếu những điều này trái với hướng dẫn của cấp trên và việc thực hiện là bắt buộc;
- Đề xuất Quốc hội Chính quyền nhân dân hoặc Hội đồng Nhà nước đình chỉ các nghị quyết, quy định của Hội đồng nhân dân địa phương có hành vi vi phạm pháp luật hiện hành và các quy định khác hoặc gây phương hại đến lợi ích của cộng đồng khác hoặc của Tổng lợi ích của quốc gia;
- Đặt tên cho các uỷ ban mà nó thấy cần thiết để tạo thuận lợi cho việc thực hiện các nhiệm vụ được giao;
- Bổ nhiệm và miễn nhiệm các quan chức phù hợp với quyền hạn được pháp luật quy định;
- Thực hiện các nghĩa vụ do Quốc hội Chính quyền Nhân dân hoặc Hội đồng Nhà nước giao nhiệm vụ.

Luật pháp điều chỉnh việc tổ chức và hoạt động của Hội đồng Bộ trưởng.
Hội đồng Bộ trưởng chịu trách nhiệm và định kỳ báo cáo về các hoạt động của mình cho Quốc hội Chính quyền Nhân dân.

### Thành viên
Các thành viên của Hội đồng Bộ trưởng được trao các quyền sau:
- Thực hiện công việc, nhiệm vụ của Bộ, cơ quan thuộc phạm vi quản lý, ban hành các nghị quyết và quy định cần thiết;
- Chỉ đạo, trong trường hợp không phải là nghĩa vụ cụ thể của cơ quan nhà nước khác, phải có các quy định cần thiết để thực hiện các luật và nghị định liên quan đến họ;
- Tham dự các phiên họp của Hội đồng Bộ trưởng, có quyền lên tiếng và bỏ phiếu, và xem xét bất kỳ dự luật, nghị định, hiệp định, nghị quyết hoặc bất kỳ đề nghị nào khác mà họ cho là nên;
- Bổ nhiệm, theo luật pháp, các cán bộ tương ứng;
- cũng được trao bất kỳ quyền hạn nào khác mà Hiến pháp và luật pháp trao quyền.

## Thành viên hiện tại
Hội đồng hiện tại bao gồm:
| Chức vụ                                              | Chức vụ                                                                     | Lãnh đạo                         | Lãnh đạo   | Chức vụ kiêm nhiệm                              | Ghi chú |
| Tiếng Việt                                           | Tiếng Tây Ban Nha                                                           | Người đứng đầu                   | Nhiệm kỳ   | Chức vụ kiêm nhiệm                              | Ghi chú |
| ---------------------------------------------------- | --------------------------------------------------------------------------- | -------------------------------- | ---------- | ----------------------------------------------- | ------- |
| Chủ tịch Hội đồng Bộ trưởng                          | Presidentes del Consejo de Ministros                                        | Manuel Marrero Cruz              | 4/2023-nay | Ủy viên Bộ chính trị Thủ tướng Chính phủ        |         |
| Phó Chủ tịch thứ nhất Hội đồng Bộ trưởng             | Primer Vicepresidente de los Consejos de Ministros                          | Ramiro Valdés Menéndez           | 4/2023-nay | Phó Thủ tướng Chính phủ                         |         |
| Phó Chủ tịch Hội đồng Bộ trưởng                      | Vicepresidente de los Consejos de Ministros                                 | Jorge Luis Perdomo Di-Lella      | 4/2023-nay | Ủy viên Trung ương Đảng Phó Thủ tướng Chính phủ |         |
| Phó Chủ tịch Hội đồng Bộ trưởng                      | Vicepresidente de los Consejos de Ministros                                 | Inés María Chapman Waugh         | 4/2023-nay | Ủy viên Trung ương Đảng Phó Thủ tướng Chính phủ |         |
| Phó Chủ tịch Hội đồng Bộ trưởng                      | Vicepresidente de los Consejos de Ministros                                 | Jorge Luis Tapia Fonseca         | 4/2023-nay | Ủy viên Trung ương Đảng Phó Thủ tướng Chính phủ |         |
| Phó Chủ tịch Hội đồng Bộ trưởng                      | Vicepresidente de los Consejos de Ministros                                 | Alejandro Miguel Gil Fernández   | 4/2023-nay | Ủy viên Trung ương Đảng Phó Thủ tướng Chính phủ |         |
| Phó Chủ tịch Hội đồng Bộ trưởng                      | Vicepresidente de los Consejos de Ministros                                 | Ricardo Cabrisas Ruíz            | 4/2023-nay | Phó Thủ tướng Chính phủ                         |         |
| Thư ký Hội đồng Bộ trưởng và Ủy ban Điều hành        | Secretaría del Consejo de Ministros y de su Comité Ejecutivo                | José Amado Ricardo Guerra        | 4/2023-nay | Ủy viên Bộ Chính trị                            |         |
| Bộ trưởng Bộ các Lực lượng Vũ trang Cách mạng        | Ministros de las Fuerzas Armadas Revolucionarias                            | Álvaro López Miera               | 4/2023-nay | Ủy viên Bộ Chính trị                            |         |
| Bộ trưởng Bộ Nội vụ                                  | Ministros del Interior                                                      | Lázaro Alberto Álvarez Casas     | 4/2023-nay | Ủy viên Bộ Chính trị                            |         |
| Bộ trưởng Bộ Kinh tế và Kế hoạch                     | Ministro de Economía y Planificación                                        | Alejandro Miguel Gil Fernández   | 4/2023-nay | Ủy viên Trung ương Đảng Phó Thủ tướng Chính phủ |         |
| Bộ trưởng Bộ Ngoại thương và Đầu tư nước ngoài       | Ministros de Comercio Exterior y la Inversión Extranjera                    | Ricardo Cabrisas Ruiz            | 4/2023-nay | Phó Thủ tướng Chính phủ                         |         |
| Bộ trưởng Bộ Xây dựng                                | Ministros de la Construcción                                                | René Mesa Villafaña              | 4/2023-nay |                                                 |         |
| Bộ trưởng Bộ Ngoại giao                              | Ministros de Relaciones Exteriores                                          | Bruno Rodríguez Parrilla         | 4/2023-nay | Ủy viên Bộ Chính trị                            |         |
| Bộ trưởng Bộ Giao thông                              | Ministros de Transporte                                                     | Eduardo Rodríguez Dávila         | 4/2023-nay |                                                 |         |
| Bộ trưởng Bộ Khoa học, Công nghệ và Môi trường       | Ministros de Ciencia, Tecnología y Medio Ambiente                           | Elba Rosa Pérez Montoya          | 4/2023-nay | Ủy viên Trung ương Đảng                         |         |
| Bộ trưởng Bộ Tư pháp                                 | Ministros de Justicia                                                       | Oscar Manuel Silveira Martínez   | 4/2023-nay |                                                 |         |
| Bộ trưởng Bộ Nội thương                              | Ministros de Comercio Interior                                              | Betsy Díaz Velázquez             | 4/2023-nay | Ủy viên Trung ương Đảng                         |         |
| Bộ trưởng Bộ Văn hóa                                 | Ministros de Cultura                                                        | Alpidio Alonso Grau              | 4/2023-nay |                                                 |         |
| Bộ trưởng Bộ Truyền thông                            | Ministros de Comunicaciones                                                 | Mayra Arevich Marín              | 4/2023-nay |                                                 |         |
| Bộ trưởng Bộ Y tế                                    | Ministros de Salud Pública                                                  | José Ángel Portal Miranda        | 4/2023-nay | Ủy viên Trung ương Đảng                         |         |
| Bộ trưởng Bộ Nông nghiệp                             | Ministros de la Agricultura                                                 | Ydael Jesús Pérez Brito          | 4/2023-nay |                                                 |         |
| Bộ trưởng Bộ Lao động và An sinh Xã hội              | Ministros de Trabajo y Seguridad Social                                     | Marta Elena Feito Cabrera        | 4/2023-nay | Ủy viên Trung ương Đảng                         |         |
| Bộ trưởng Bộ Du lịch                                 | Ministros de Turismo                                                        | Juan Carlos García Granda        | 4/2023-nay | Ủy viên Trung ương Đảng                         |         |
| Bộ trưởng Bộ Giáo dục                                | Ministros de Educación                                                      | Naima Trujillo Barreta           | 4/2023-nay |                                                 |         |
| Bộ trưởng Bộ Giáo dục Đại học                        | Ministros de Educación Superior                                             | Walter Baluja García             | 4/2023-nay |                                                 |         |
| Bộ trưởng Bộ Tài chính và Giá cả                     | Ministros de Finanzas y Precios                                             | Vladimir Regueiro Ale            | 4/2023-nay |                                                 |         |
| Bộ trưởng Bộ Công nghiệp Thực phẩm                   | Ministros de la Industria Alimentaria                                       | Manuel Santiago Sobrino Martínez | 4/2023-nay |                                                 |         |
| Bộ trưởng Bộ Công nghiệp                             | Ministros de Industria                                                      | Eloy Álvarez Martínez            | 4/2023-nay |                                                 |         |
| Bộ trưởng Bộ Năng lượng và Khoáng sản                | Ministros de Energía y Minas                                                | Vicente de La O Levy             | 4/2023-nay |                                                 |         |
| Bộ trưởng, Thống đốc Ngân hàng Trung ương Cuba       | Ministro-Presidente Banco Central de Cuba                                   | Joaquín Alonso Vázquez           | 4/2023-nay |                                                 |         |
| Chủ tịch Chủ tịch Viện Phát thanh - Truyền hình      | Presidente de Instituto Cubano de Radio y Televisión                        | Alfonso Noya Martínez            | 4/2023-nay |                                                 |         |
| Chủ tịch Viện Thủy lợi Quốc gia                      | Presidente de Instituto Nacional de Recursos Hidráulicos                    | Antonio Rodríguez Rodríguez      | 4/2023-nay |                                                 |         |
| Chủ tịch Viện Thể thao, Thể dục và Giải trí Quốc gia | Presidente de Instituto Nacional de Deportes, Educación Física y Recreación | Osvaldo Caridad Vento Montiller  | 4/2023-nay |                                                 |         |
| Chủ tịch Viện Quy hoạch Lãnh thổ                     | Presidente del Instituto de Ordenamiento Territorial                        | Raúl Omar Acosta Gregorich       | 4/2023-nay |                                                 |         |